# ロベルト・エラス
ロベルト・エラス（Roberto Heras、1974年2月1日- ）は、スペイン・ベハル出身の元自転車競技選手。

## 経歴

### グランツールで好成績
1996年にケルメと契約を結んでプロ選手となる。1997年、ブエルタ・ア・エスパーニャに初出場し総合5位となり、その後もブエルタでは、1998年総合6位、1999年総合3位と常に上位へと食い込む。また99年のジロ・デ・イタリアでも総合6位に入っている。
2000年、ツール・ド・フランスに初出場し、総合5位に入る。そして同年のブエルタでは、第14ステージで総合首位に立ち、最後はアンヘル・カセーロに2分33秒の差をつけて、待望の総合優勝を果たした。
山岳コースで力強い走りを見せるエラスは、20世紀終盤から21世紀序盤にかけて、グランツールでは欠かせぬ顔として君臨していく。

### ブエルタ連覇への足跡
2001年、ランス・アームストロング擁するUSポスタルサービスへと移籍。得意の山岳コースで力強い走りを披露して、アームストロングを強力にサポートした。以後2003年までUSポスタルに在籍するが、エラスの力強い走りは、一介のアシスト役としてはもったいないという見方もされるようになり、翌2004年のリベルティ・セグロス移籍に繋がっていく。同年のブエルタにおいて、エラスはイシドロ・ノザルと激しくマイヨ・オロ争いを演じ、第20ステージの個人タイムトライアルでノザルを逆転し、最後は2度目の総合優勝を飾るが、ノザルとのタイム差は28秒とわずかなものだった。
リベルティ・セグロスに移籍した2004年、前年のブエルタで激しい首位争いを演じたノザルもこの年、オンセからリベルティに移籍したことでチームメイトとなるが、今度はノザルのサポートを受け、第12ステージでフロイド・ランディスからマイヨ・オロを奪うと、最後はサンティアゴ・ペレスの追撃を30秒差退けて3度目の総合優勝を飾った。

### ブエルタ歴代最多優勝を達成
2005年、ブエルタ連覇記録としてはトニー・ロミンゲルと並ぶ3連覇、そして最多優勝記録としてはロミンゲルを上回る4回目の制覇を期すエラスは、序盤からデニス・メンショフと総合首位争いを繰り広げ、第6ステージでは総合首位に立った。第9ステージではメンショフにマイヨ・オロを奪われるものの、第15ステージで再び奪取。その後はメンショフを引き離し、最後は4分36秒の差をメンショフにつけ、ついに史上最多のブエルタ4回目の制覇を果たしたかに思われた。
ところが、エラスの体内からエリスロポエチン（EPO）が検出され、その結果エラスは失格。メンショフの繰り上がり優勝となった。その後、禁止薬物を使用し、発覚した選手は、UCIプロツアーチームには2年間在籍できないというルールによりエラスは事実上の引退状態に追い込まれたが、2007年末、正式に引退を表明した。
2012年12月21日、スペイン最高裁判所は、ドーピング検査の手続きに不適切があった、というエラスの訴えを認め、2005年のブエルタ優勝の剥奪処分を取り消し、再びエラスを優勝とする判決を下した。